# Sara Ferrari (politica)
Sara Ferrari (Rovereto, 5 gennaio 1971) è una politica italiana, deputata del Partito Democratico dal 2022.

## Biografia
Dal 2005 al 2008 è stata consigliera comunale a Trento.
Dal 2008 al 2022 ha fatto parte del Consiglio della provincia autonoma di Trento e di quello regionale del Trentino-Alto Adige. Dal 2013 al 2018 è stata assessora provinciale all'Università, Ricerca, Pari opportunità, Politiche giovanili e Cooperazione allo sviluppo nella giunta di Ugo Rossi.
Alle elezioni del 25 settembre 2022 viene candidata nel collegio uninominale di Trento con la coalizione di centro-sinistra, ottenendo il 31,80% dei voti venendo sconfitta da Andrea de Bertoldi del centrodestra con il 40,92%, e nel collegio plurinominale Trentino-Alto Adige nella lista PD-IDP, venendo eletta.Diventa poi segretaria del gruppo Partito Democratico - Italia Democratica e Progressista alla Camera, capogruppo PD in Commissione bicamerale di inchiesta sul femminicidio, nonché su ogni forma di violenza di genere e Presidente del gruppo parlamentare di amicizia Italia-Pakistan.
Nel maggio del 2024, in occasione delle elezioni europee, viene candidata nella lista del PD per la circoscrizione nord-orientale.